# Skarptjärnarna, Dalarna
Skarptjärnarna är en sjö i Mora kommun i Dalarna och ingår i Dalälvens huvudavrinningsområde.